# حمله پهپادی ۲۰۲۴ حوثی‌ها به اسرائیل
شبه‌نظامیان حوثی یمن، در ۱۹ ژوئیه ۲۰۲۴، با هواپیمای بدون سرنشین، به یک ساختمان آپارتمانی در نزدیکی دفتر شعبه سفارت آمریکا در تل‌آویو، مرکز اقتصادی اسرائیل، در خیابان بن یهودا حمله کردند. در این حمله پهپادی، یک نفر در ساختمان مسکونی خودش کشته و ۱۰ نفر دیگر زخمی شدند. این پهپاد، به دلیل آنچه که اسرائیل، به خطای انسانی نسبت داد، مشاهده شد اما رهگیری نشد. حوثی‌ها ادعا کردند که پهپادی ساخته‌اند که توانایی فرار از گنبد آهنین را دارد. آژیر حمله هوایی نیز فعال نشد.
بنا بر گزارش‌ها، این حمله، نخستین حمله موفقیت‌آمیز حوثی‌ها است که به هدف خود اصابت کرده است؛ درحالیکه تلاش‌های قبلی آن‌ها، توسط دفاع اسرائیل یا متحدان غربی مستقر در منطقه، رهگیری شده بودند. ارتش اسرائیل، یک روز بعد، با حمله به شهر بندری حدیده یمن، پاسخ داد.